# Povijest Šibenika

## Prapovijesno doba
Iako se grad Šibenik prvi put spominje u 11. stoljeću, tragovi naseljenosti mogu se uočiti već od prapovijesnog doba. Šire područje grada bilo je naseljeno već u neolitiku, o čemu svjedoče bogati arheološki nalazi s lokaliteta Danilo, eponimnog nalazišta Danilske kulture. U željeznom dobu područje grada naseljavalo je ilirsko pleme Liburna. S obzirom na to da je šibenska luka jedna od prirodno najzaštićenijih luka istočnog Jadrana, u koju je ulaz moguć samo kroz uski kanal sv. Ante, oduvijek je bila logična pretpostavka da su Liburni, kao vrsni pomorci, morali imati nekakvu vrstu kontrole nad njom. Važnost kontrole nad šibenskom lukom bila je utoliko veća i zbog njenog položaja na ušću rijeke Krke kojom se dalje moglo nastaviti prema Skradinu, jednom od važnijih liburnskih sjedišta. Dokazi za ovu pretpostavku su materijalni ostaci liburnske kulture (uglavnom se radi o ostacima keramike) pronađeni prilikom istraživanja tvrđave Sv. Mihovila podignute nad gradom, a očito na mjestu nekadašnje liburnske gradine.

## Šibenik do 1412.godine
Ulaskom Hrvatske u državnu zajednicu s Ugarskom 1102. godine ugarsko - hrvatski kraljevi postali su i suvereni Šibenika. Godine 1116. Šibenik su osvojili Mlečani i zadržali ga do 1124. godine, a 1167. Šibenik se sklopljenim mirom između Hrvatsko-Ugarske i Bizanta našao pod vlašću Bizanta do 1180. god. Nakon toga Šibenik je vraćen u sastav ugarsko-hrvatske države.
Godine 1169. je Benesmiro/Bonumiro/Bon de Siponto odvjetnik redovničke crkve svetog Leonarda (advocatus milite ecclesie Sancti Leonardi) u Sipontu i justicijar brda Svetog Anđela (iustitiarius Monte Sant'Angelo), unuk Bitaliana sina Petra, kojemu je bizantski car Mihael VII. Duka godine 1077. neka zemljišta poklonio, bio poslani od pape Aleksandra III. kao njegov obavjestitelj u Šibenik. Guoffrido de Sevenico, sin Benesmira/Bonumira/Bone de Siponto spominje se u Šibeniku kao vojskovođa cara Fridrika I. Barbarose u Bosni. Godine 1177. omiški gusari otjerali su iz Šibenika grofove Perlata/Poclata/Percala (po kojem su pleme Prklji blizu Ervenika na Zrmanji bili nazvani), sina Guoffrida de Sevenica, i Nestrosa (valjda bizantskog suupravitelja uz rimskog upravitelja.